# Chaptalia piloselloides
Chaptalia piloselloides là một loài thực vật có hoa trong họ Cúc. Loài này được (Vahl) Baker mô tả khoa học đầu tiên năm 1884.